# Paul Wellens
Paul Wellens (Hasselt, 27 de junho de 1952) é um ex-ciclista belga. É o tio de Tim Wellens, também ciclista profissional.

## Palmarés
1977
- 1 etapa da Volta ao País Basco

1978
- Volta à Suíça
- 1 etapa do Tour de France e Prémio da Combatividade

## Resultados nas grandes voltas
| Corrida            | 1976 | 1977 | 1978 | 1979 | 1980 | 1981 | 1982 | 1983 | 1984 | 1985 | 1986 |
| ------------------ | ---- | ---- | ---- | ---- | ---- | ---- | ---- | ---- | ---- | ---- | ---- |
| Giro d'Italia      | -    | -    | -    | -    | -    | -    | -    | 53º  | 51º  | -    | -    |
| Tour de France     | 69º  | 30º  | 6º   | 8º   | 56º  | 14º  | Ab.  | -    | -    | 32º  | -    |
| Volta a Espanha    | 33º  | 28º  | -    | -    | -    | -    | 16º  | -    | -    | -    | -    |
| Mundial em Estrada | -    | -    | -    | -    | -    | -    | -    | -    | -    | -    | -    |

-: não participa

Ab.: abandono